# 106-й меридіан західної довготи
106-й меридіан західної довготи — лінія довготи, що лежить на 106 градусів західніше Гринвіцького меридіана. Вона проходить від Північного полюса через Північний Льодовитий океан, Північну Америку, Тихий океан, Південний океан та Антарктиду до Південного полюса.
106-й меридіан західної довготи формує велике коло разом із 74-тим меридіаном східної довготи.

## Список географічних об'єктів, що перетинає 106° зх. д.
Починаючи на Північному полюсі та рухаючись до Південного полюса, 106-й меридіан західної довготи проходить через:
| Координати                                                   | Країна, територія або море | Примітки                                                               |
| ------------------------------------------------------------ | -------------------------- | ---------------------------------------------------------------------- |
| 90°0′ пн. ш. 106°0′ зх. д. / 90.000° пн. ш. 106.000° зх. д.  | Північний Льодовитий океан |                                                                        |
| 78°10′ пн. ш. 106°0′ зх. д. / 78.167° пн. ш. 106.000° зх. д. | Протока Маклін[en]         |                                                                        |
| 77°45′ пн. ш. 106°0′ зх. д. / 77.750° пн. ш. 106.000° зх. д. | Канада                     | Нунавут — проходить через острів Логід                                 |
| 77°41′ пн. ш. 106°0′ зх. д. / 77.683° пн. ш. 106.000° зх. д. | Протока Баям-Мартін[en]    |                                                                        |
| 76°1′ пн. ш. 106°0′ зх. д. / 76.017° пн. ш. 106.000° зх. д.  | Канада                     | Нунавут — проходить через острів Мелвілл                               |
| 75°3′ пн. ш. 106°0′ зх. д. / 75.050° пн. ш. 106.000° зх. д.  | Протока Паррі              | Протока Віконта Мелвілла                                               |
| 73°44′ пн. ш. 106°0′ зх. д. / 73.733° пн. ш. 106.000° зх. д. | Канада                     | Нунавут — проходить через острови Стефансон, Вікторія і Фінлейсон[en]  |
| 69°6′ пн. ш. 106°0′ зх. д. / 69.100° пн. ш. 106.000° зх. д.  | Протока Діз                |                                                                        |
| 68°54′ пн. ш. 106°0′ зх. д. / 68.900° пн. ш. 106.000° зх. д. | Канада                     | Нунавут Північно-Західні території Саскачеван                          |
| 49°0′ пн. ш. 106°0′ зх. д. / 49.000° пн. ш. 106.000° зх. д.  | США                        | Монтана Вайомінг Колорадо Нью-Мексико — проходить через Санта-Фе Техас |
| 31°23′ пн. ш. 106°0′ зх. д. / 31.383° пн. ш. 106.000° зх. д. | Мексика                    | Чіуауа Дуранго Сіналоа                                                 |
| 22°48′ пн. ш. 106°0′ зх. д. / 22.800° пн. ш. 106.000° зх. д. | Тихий океан                |                                                                        |
| 60°0′ пд. ш. 106°0′ зх. д. / 60.000° пд. ш. 106.000° зх. д.  | Південний океан            |                                                                        |
| 75°15′ пд. ш. 106°0′ зх. д. / 75.250° пд. ш. 106.000° зх. д. | Антарктида                 | Проходить через Землю Мері Берд, на яку жодна країна не претендує      |